# Warther Horn
Das Warther Horn ist ein 2256 m ü. A. hoher Berg am östlichen Rand des Lechquellengebirges, einer Gebirgsgruppe der Nördlichen Kalkalpen im österreichischen Bundesland Vorarlberg. Es ist Teil der Karhorngruppe, die einen Bergrücken von West nach Ost verlaufend mit den Gipfeln Saloberkopf (2041 m ü. A.), Auenfelder Horn (2292 m ü. A.), Warther Hörnli (2196 m ü. A.), Karhorn (2416 m ü. A.), Warther Horn und Wannenkopf (1941 m ü. A.) bildet. Nach Osten fällt der Bergrücken in das Lechtal zum Talort Warth ab. Die Karhorngruppe bildet den östlichsten Bergrücken im Lechquellengebirge. Im Südosten wird der Bergrücken durch das Lechtal, im Norden durch das Krumbachtal und im Westen durch das Tal der Bregenzer Ach begrenzt.

## Zugang
Der kürzeste Aufstieg kann von der Steffisalpe erfolgen. Von der Bergstation der Bergbahn Steffisalp-Express (1884 m) kann der Gipfel über den Wartherhornsattel (2193 m) in etwa einer Stunde erreicht werden. Ohne Benutzung der Bergbahn kann zur Steffisalpe vom Talort Warth durch das Hämmabachtal aufgestiegen werden. Für den Aufstieg vom Talort müssen zwei bis zweieinhalb Stunden Wegzeit eingerechnet werden.

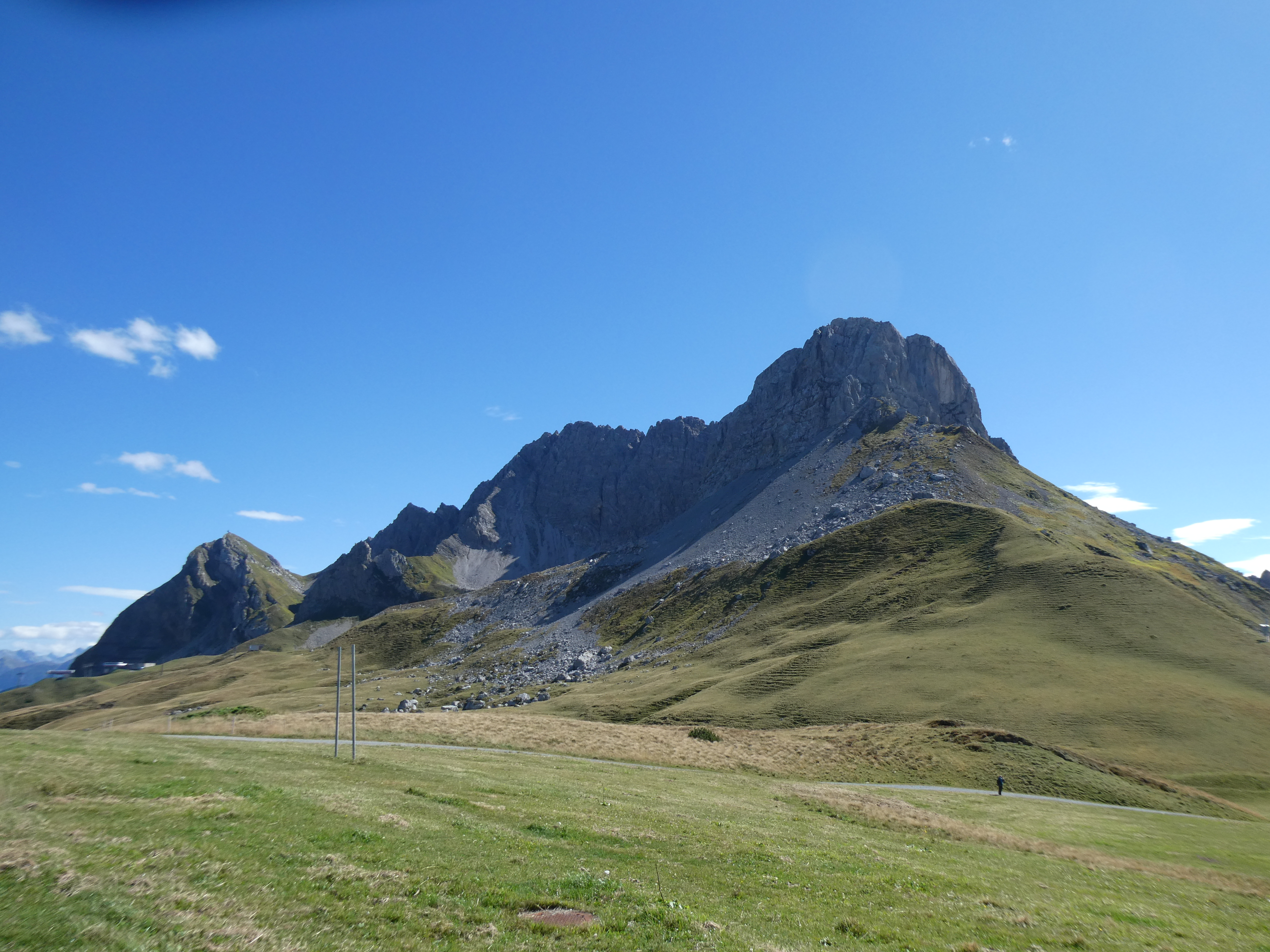
Karhorngruppe mit Warther Horn, Karhorn und Auenfelder Horn